# Fughe e Approdi
Fughe e Approdi (Fugas y atraques) es una película italiana de 2010 dirigida por Giovanna Taviani. Fue rodada en las Islas Eolias en Sicilia.
La película fue presentada al 67° Festival Internacional de Cine de Venecia. Ha recibido el premio al mejor documental en la edición 2011 del Festival de Cine Italiano de Madrid. La producción obtuvo el apoyo de Cinesicilia y fue presentado al Festival de Cine Europeo de Sevilla 2010.

## Argumento
El director vuelve en el lugar donde su padre, Vittorio Taviani, rodó un episodio de la película Kaos. Es un viaje por las Islas Eolias junto al pescador "Figlio d'Oro" en un barco tartana con una vela latina roja.

## Reparto
- Francesco D'Ambra: el pescador "Figlio d'Oro"